# Luna De Rosa
Luna De Rosa (* 1991 in Lanciano, Abruzzen) ist eine italienische Romni-Aktivistin und Konzeptkünstlerin.

## Leben und Werk
De Rosa absolvierte ein Studium der Bildenden Kunst an der Accademia di Belle Arti di Brera in Mailand. Die Hauptthemen ihrer künstlerischen Arbeit sind Diskriminierung, Rassismus, Identität, Rasse, Geschlecht, Sexualität und die anhaltende Gewalt und Ausgrenzung gegenüber denjenigen, die in der Gesellschaft als „anders“ wahrgenommen werden, ebenso wie das Thema Fragilität. Ein besonderer Schwerpunkt bildet die Beschäftigung mit Roma, da sie selbst dieser Minderheit angehört. Unter Einsatz verschiedener Medien, von der Performance über die Malerei bis hin zur Installation, setzt sich De Rosa damit auseinander, wie Stereotype entlarvt und die vielfältige kulturelle Identität der Roma dargestellt werden können. Sie lebt und arbeitet in Berlin und Mailand.

## Kai Dikhas
Luna De Rosa arbeitet mit Kai Dikhas (Romanes: „Ort des Sehens“) zusammen. Moritz Pankok ist Kurator der Stiftung, die Kunst und Kultur der Sinti und Roma fördert, um sie einer breiteren Öffentlichkeit zugänglich zu machen und dieser Minderheit eine Möglichkeit zur Selbstdarstellung zu geben.
„Diese willkürliche Verhaftungen von Gitanos in Spanien, die da in der Zeit 1571 ihren Anfang nahm und dann mehrere Pogrome führte, in den folgenden Jahrzehnten, das war quasi die erste systematisch Verfolgung von Sinti und Roma in Europa, eine rassische Verfolgung, wo man damals natürlich noch nicht ahnen konnte, dass das in einer derartig existenziellen Vernichtungsstrategie der Nationalsozialisten enden würde“, meint Moritz Pankok, der Großneffe des Malers Otto Pankok, der 2024 in Venedig eine Ausstellung zum Thema Seeschlacht von Lepanto kuratierte, auf der Luna de Rosa eine Installation zeigte.

## Gruppenausstellungen (Auswahl)
- 2017: Big Size Art, S.p.A., Mailand, Italien
- 2017: Fuori Salone Navigli, Visual Art, Casa De La Musica, Mailand, Italien
- 2017: Body and Soul, Università Milano Bicocca, Mailand, Italien
- 2017: InForma Requiem, Villa Greppi, Monticello Brianza, Italien
- 2017: Transformazione, Palazzo Ducale, Massa, Italien
- 2018: You art is better than mine – My art is better than yours, Petersburg Art Space, Berlin
- 2018: Visions, The garden of Liquid Identites, The Room | Contemporary Art Space, Venedig, Italien
- 2018: This is the gate of heaven, Gallery 46, London, Vereinigtes Königreich
- 2019: Looking for Art, Spazio Hollywood, Mailand, Italien
- 2019: Hor(s)t der Kunst, Pfänder Bregenz, Österreich
- 2022: YRA Young Romani Artists, Stiftung Kai Dikhas, Berlin
- 2022: Still Hope in Paradise?, ACUD Gallery, Berlin
- 2023: Barvalo, Museum der Zivilisationen Europas und des Mittelmeers, Marseille, Frankreich
- 2023: Galerie Kulturhaus, Berlin
- 2023/2024: Berlin Tales, European Roma Institute for Arts and Culture, Berlin
- 2024: (In)visibility – Strategies for Roma self-interpretation, ERIAC Srbija Gallery, Belgrad, Serbien
- 2024: Radiant Opacity, Kunsthalle am Hamburger Platz, Berlin
- 2024: Rʳoma Lepanto, Palazzo Bembo, Venedig, Italien
- 2024/2025: Otto Mueller, LWL-Museum für Kunst und Kultur, Münster

## Auszeichnungen (Auswahl)
- 2022: Villa Romana-Stipendium in Zusammenarbeit mit ERIAC, Florenz, Italien